# Сагимбаев, Ермек Алдабергенович
Ермек Алдабергенович Сагимбаев (каз. Сағымбаев Ермек Алдабергенұлы; род. 11 октября 1967, Алма-Атинская область) — казахский деятель спецслужб, начальник Службы государственной охраны Казахстана в 2021—2022 годах, председатель Комитета национальной безопасности Казахстана (с января 2022 года), генерал-лейтенант национальной безопасности.

## Биография
Родился 11 октября 1967 года в Алматинской области. Казах по национальности .
Выпускник Казахского политехнического института (специальность — «инженер-электромеханик») и Казахского национального университета (специальность — «юриспруденция»).
Прошёл срочную службу в рядах Вооружённых сил СССР (1985—1987). С 1994 по 2006 год на офицерских должностях работал в органах национальной безопасности Казахстана.
В мае 2006 года был зачислен в ряды Службы охраны Президента Казахстана. С 2006 по 2019 год служил на офицерских и руководящих должностях аппарата службы и в подразделениях оперативного обеспечения. С 8 мая 2019 по 28 июля 2021 года являлся заместителем начальника Службы государственной охраны Казахстана — начальником Службы охраны Президента Казахстана. 6 мая 2020 года получил звание генерал-майора Службы государственной охраны Казахстана.
С 28 июля по 25 августа 2021 года работал заместителем начальника Службы государственной охраны, после чего назначен начальником данной службы.
На фоне протестов 5 января 2022 года президент Казахстана Касым-Жомарт Токаев назначил Сагимбаева председателем комитета национальной безопасности Казахстана вместо Карима Масимова.
6 мая 2022 года указом президента РК присвоено специальное звание генерал-лейтенант национальной безопасности.
28 ноября 2022 года Указом президента РК назначен председателем Комитета национальной безопасности Республики Казахстан.

## Награды и звания
- Медаль «За безупречную службу» ІІІ степени[1]
- Медаль «За безупречную службу» ІІ степени[1]
- Медаль «За доблестное обеспечение безопасности Елбасы» ІІІ степени[1]

## Личная жизнь
Женат, воспитывает троих детей.